# Ditto (personaje de Ben 10)
Ditto es un Splixson del planeta Hathor, fue introducido en la cuarta temporada de la serie original Ben 10, este alien ocupa el puesto número 18 de los aliens que Ben tenía a los 10 años.

## Como se introdujo a la serie
Ditto es un Splixson del planeta Hathor que apareció por primera vez en el episodio "Es hora de dividirnos" de la cuarta temporada, fue una transformación accidental. Puede multiplicarse cuantas veces quiera, sin límite de multiplicación. También puede intercambiar cuerpos con sus clones con tal de que siempre vuelva al cuerpo del original, como se demuestra en su aparición cuando el Dr.Ánimo lo capturó. Cuando Ditto está dividido por más de dos, el Omnitrix no lo convierte en Ben, tienen que estar todos juntos.

## Uso y Características
Ben lo usa en 2 ocasiones pero son transformaciones accidentales, por lo que lo usa en estas ocasiones para usar los clones en los que se puede convertir para tener más fuerza entre todos, el único defecto de esta tremenda fuerza es que si a un clon le pasa algo a los demás también.
Ditto es el 3º alien más pequeño de la serie original(Después de Materia Gris y Upchuck), tiene una cabeza obalada con lo que parece un sombrero negro con 3 puntas(una arriba y 2 a los costados), ojos verdes con unas líneas negras continuándolos, un traje negro con bordes blancos que terminan en los pies y no cubren los brazos excepto una parte donde tiene algo que parecen cristales, en el estómago tiene 3 círculos que pueden ser botones, manos más grandes que sus pies y pies sin dedos.

## Apariciones

### Series

#### Ben 10
- Su primera aparición fue en el episodio Es Hora de Dividirnos, en una transformación fallida donde tuvo que enfrentar un ave mutante de Ánimo.
- Tuvo otra aparición en Listo para Luchar donde ayudó(otra vez accidentalmente) a detener al Sr. Beck.

#### Fuerza Alienígena
- Aunque no ha aparecido, en el episodio The Vengeance of Vilgax parte 1, se ve un borroso Holograma de lo que podría ser Ditto.

## Fuerza Alienígena
No se ha visto pero puede ser que regrese ya que en el episodio The Vengeance of Vilgax parte 1, se ve una borrosa ilustración de un holograma que podría ser el de Ditto, pero Ben no podría haberlo recuperado, la única explicación sería que en War of the Worlds, Ben haya recuperado a este alien pero no fue mostrado y erróneamente fue mostrado su holograma en el siguiente episodio.

## Habilidades y Debilidades
Habilidades
- Puede multiplicarse a voluntad.
- Le sirve a Ben para marear a los enemigos.
- Le sirve a Ben cuando tiene que buscar algo o hacer varias cosas al mismo tiempo.
- A pesar de no ser necesario, los Dittos casi siempre dicen y piensan lo mismo, así que pueden formar planes con facilidad.
- es capaz de respirar en el agua ya que se muestra cuando el Dr Animo lo captura
- es ágil

Debilidades
- Si se destruye un clon (no necesariamente el original), todos mueren.
- Si un Ditto recibe un golpe, los otros lo sentirán también.
- Entre más se multiplique Ditto, más se dividirán sus habilidades.
- Cuando el Omnitrix no lo convierte en Ben, tienen que estar todos juntos, pero la 2º vez, el Omnitrix los atraen, para poder estar todos juntos, pero cuando se atraen pueden irse golpeándose sin poder escapar de ese poder.
- Ditto le quita energía al omnitrix haciendo que nececite más tiempo para transformarse.
- Un clon puede moverse independientemente de sus clones eso hace una desventaja ya que si uno tiene una idea el otro no y no pueden ponerse de acuerdo.

- Datos: Q5811519